# Olympische Sommerspiele 1996/Teilnehmer (Luxemburg)
| Gelbes Symbol für Goldmedaillen mit stilisierten Olympischen Ringen | Graues Symbol für Silbermedaillen mit stilisierten Olympischen Ringen | Braundes Symbol für Bronzemedaillen mit stilisierten Olympischen Ringen |
| ------------------------------------------------------------------- | --------------------------------------------------------------------- | ----------------------------------------------------------------------- |
| —                                                                   | —                                                                     | —                                                                       |

Luxemburg nahm bei den Olympischen Sommerspielen 1996 in der US-amerikanischen Metropole Atlanta mit sechs Sportlern, vier Frauen und zwei Männern, in sieben Wettkämpfen in fünf Sportarten teil.
Seit 1900 war es die 19. Teilnahme Luxemburgs bei Olympischen Sommerspielen.

## Flaggenträger
Die Tennisspielerin Anne Kremer trug die Flagge Luxemburgs während der Eröffnungsfeier am 19. Juli im Centennial Olympic Stadium.

## Teilnehmer nach Sportarten

### Fechten
- Mariette Schmit
Frauen, Degen, Einzel: 44. Platz

### Judo
- Igor Muller
Schwergewicht: 13. Platz

### Leichtathletik
- Véronique Linster
100 Meter Hürden: Vorläufe

### Schießen
- Armand Dousemont
Trap: 42. Platz
Doppel-Trap: 33. Platz

- Iris Kremer-Roseneck
Frauen, Luftgewehr: 31. Platz

### Tennis
- Anne Kremer
Frauen, Einzel: 33. Platz